# David Sawyerr
David Peter Sawyerr (ur. 6 maja 1961) – sierraleoński lekkoatleta specjalizujący się w biegach sprinterskich i średniodystansowych, reprezentant Sierra Leone na Letnich Igrzyskach 1984 w Los Angeles i na Letnich Igrzyskach Olimpijskich 1988 w Seulu.

## Letnie Igrzyska Olimpijskie 1984
Na igrzyskach w Los Angeles reprezentował swój kraj w biegu na 200 m oraz w sztafecie 4 × 100 m. Sawyerr ukończył bieg na 200 m z czasem 21,29, co dało mu 4. pozycję w biegu numer 9. Pomimo świetnego rezultatu, nie awansował do ćwierćfinału, a zwycięzca biegu numer 10. – Jang Jae-geun, który ukończył bieg z czasem gorszym (21,32) zapewnił sobie awans.
W sztafecie 4 × 100 m wystartował w składzie z: Abdulem Mansaray, Felixem Sandy oraz Ivanem Benjaminem. Sztafeta Sierra Leone ukończyła bieg z czasem 40,77. Gorszy rezultat od sierraleońskiej drużyny uzyskała tylko sztafeta Liberii, która ukończyła bieg z czasem 42,05.

## Letnie Igrzyska Olimpijskie 1988
Na igrzyskach w Los Angeles reprezentował kraj w biegu na 800 m oraz w sztafecie 4 × 400 m. W biegu eliminacyjnym na 800 m zajął ostatnie miejsce w biegu numer 5., osiągając wynik 1:57.88. W sztafecie 4 × 400 m ekipa Sierra Leone zajęła 6. miejsce w biegu numer 1., kończąc bieg z czasem 3:10,47. Wynik okazał się lepszy od pięciu drużyn.